# Злобич
Зло́бич, також Зло́дич — річка в Україні, у Коростенському районі Житомирської області, ліва притока річки Ірша. Довжина 17 км, похил — 2,3 м/км. Загальна площа басейну річки — 81,4 км². 
Бере початок у болотистих місцях села Холосне, на висоті 212 метрів. Протікає через ряд сіл і впадає у річку Ірша. У цієї річки є певна особливість: у північній частині села Злобичі, від якого і була дана назва річки, рух течії іде паралельно основному потоку.
Притоки: Горбашка (права).
Річка становить важливе місце в розвитку та веденню господарства. Тут присутні численні види риб, околиці населяють різноманітні тварини.